# 塔拉瓦戰役
1°25′37.00″N 172°58′32.00″E / 1.4269444°N 172.9755556°E
塔拉瓦戰役，亦稱為塔拉瓦環礁戰役，美軍代號為電擊行動，是一場發生於基里巴斯吉爾伯特群島的戰役，參戰雙方國為美國與日本，是屬於第二次世界大戰太平洋戰爭的一部分，戰事從1943年11月20日開始，一直持續至11月23日美軍完全控制塔拉瓦為止。這也是二戰中美軍在中太平洋戰區的第一次軍事攻擊行動。 
這場戰役也是美軍在兩棲登陸作戰中首次面臨日軍猛烈的還擊。美軍在之前的登島作戰中幾乎沒有在灘頭遭到日軍的抵抗。參與本次作戰的4,500名日本守軍在戰前獲得充足的補給及準備，在這場戰鬥中幾乎與美軍戰到了最後一兵一卒，使美軍在這次登島作戰付出了慘痛代價，戰鬥在76小時後結束，共有1,696名美國士兵陣亡（上一次日軍造成美軍如此重大傷亡的奪島戰役是為期半年的瓜達康納爾島戰役），雙方在這場戰鬥中共有6,400人陣亡。

## 塔拉瓦地理位置
塔拉瓦環礁位於夏威夷珍珠港西南方約2400英里處，現今屬於基里巴斯共和國，是吉爾伯特群島的16個環礁之一，該環礁最大的島嶼為西南方的貝蒂奧島。
貝蒂奧島外形像是一個長而細的三角形，島長度約有兩公里，島的最寬處只有800碼（730）寬。
島的北海岸面對水深較淺的潟湖，沿岸建有長型的碼頭，可使船艦在潟湖保護下進行停錨卸貨，而島的南方與西方則面對水深而且廣闊的太平洋，雖然島的面積不大，但卻相當平坦，設有一座機場，機場主跑道位於島嶼中心，當時環礁上大部分日本兵力都駐紮在本島。

## 戰事背景

### 美方
在美軍取得所羅門群島、阿留申群島之後亟需建立一個橫越中太平洋的前哨空軍基地，以支援日後前進菲律賓，甚至日本的軍事行動，所以接下來美軍必須取得日軍嚴加防守的馬里亞納群島。依照當時美國海軍的作戰準則，若要在馬里亞納群島作戰中取得優勢，必須使用陸基戰機，以達到從空中削弱敵方防禦同時掩護入侵部隊之目的。而能提供支援的鄰近島嶼為瓜達爾卡納爾島東北方的馬紹爾群島，若美軍取得馬紹爾群島，未來將可在入侵馬里亞納群島時提供必要的支援，但馬紹爾群島與夏威夷的直接連繫被塔拉瓦環礁西南方貝蒂奧島給切斷，這個小島上駐有日本守軍與空軍基地，因此美軍需先攻佔塔拉瓦。
1943年初在與日軍爭奪瓜達康納爾島戰役之後，參戰的美國海軍陸戰隊第2師撤回紐西蘭，進行人員彈藥的補給與休息，同年7月20日美軍在參謀長聯席會議後裁示海軍上將尼米茲著手準備進攻吉爾伯特群島的計畫，8月海軍中將斯普魯恩斯飛抵紐西蘭，與新就任的海軍陸戰隊第2師指揮官朱利安·C·史密斯少將會晤，並開始著手進行入侵計畫。

### 日方
在1942年8月美軍伊凡斯·卡爾森將軍指揮的馬金島突襲行動之後，日本意識到吉爾伯特群島的戰略重要性，開始投入大量的資源與人力加強島上的防衛，而為了加快在該島防禦建設的進行，日軍方面編制了1,247人的第111海軍工兵營（類似於美國海軍工兵營），當中包含1,200名的朝鮮受迫勞動者，另外再加上第四艦隊工兵營的970人，花費將近一年的時間強化整個環礁的防禦工事，由於陸地面積不大，所以是以灘頭防禦為主，在陸地上除了有500座碉堡與40門火砲外，在潟湖及海灘上還設有混凝土三角錐障礙、鐵絲網和木製柵欄，所有防禦設施、地下永備發射點都以椰子樹與珊瑚砂覆蓋，有的甚至以混凝土或鋼板加強。環礁沿岸設有14座火炮，包含4座在日俄戰爭時從英國購入的8英寸大口徑火砲，全部置於沿岸的的混凝土掩體中，而且全面對著潟湖之開放淺水域，目的使登陸部隊難以進入潟湖由北面入侵貝蒂奧島，另外，守軍可藉由連接環礁各處的戰壕掩護下進行調動；防空洞頂則厚近兩米，由砂石，椰子木和波狀鋼板構成.
在兵力方面，日本在1943年2月將橫須賀第六特別陸戰隊派往增援，編制為第3基地特別防禦隊，加上原來在島上由菅井武雄大佐指揮的佐世保第七特別陸戰隊、14輛95式輕型戰車，由海軍少將柴崎惠次負責指揮，他曾誇口說：“他們要用100萬人，花100年時間”才能征服塔拉瓦。

## 兩軍兵力

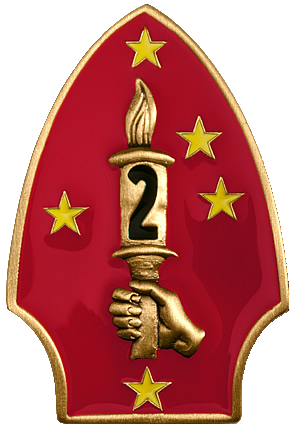
第2陸戰團的成員佩章
團呼為：跟上吧！

### 美軍
- 中太平洋部隊：第5艦隊（雷蒙德·斯普魯恩斯 中將）
  - 第54任務部隊（里奇蒙·特納 少將）
  - 第5兩棲軍團司令部（霍蘭·史密斯 少將）
  - 第53任務部隊
    - 第53.1任務群（水陸輸送艦、驅逐艦）
    - 第53.2任務群（掃雷艦）
    - 第53.4任務群（戰艦、重巡洋艦、輕巡洋艦、驅逐艦）
    - 第53.5任務群
      - 美國海軍陸戰隊第2師（朱利安·史密斯 少將）
        - 第2陸戰團
        - 第6陸戰團
        - 第10陸戰團（炮兵）
        - 第18陸戰團（工兵）
        - 第2戰車營
        - 第2兩棲突擊營

    - 第53.6任務群（護航航空母艦、驅逐艦）

共約35000名

### 日軍
- 第3基地特別防禦隊（柴崎惠次 少將）902名
- 佐世保第7特別陸戰隊 1669名（菅井武雄 大佐）
  - 營部指揮小隊
  - 步槍連隊
    - 第一連隊：指揮連
    - 輕機槍連隊（輕機槍、輕擲彈筒）
    - 機槍連隊（重機槍、重擲彈筒班）

  - 炮兵連隊（山炮、歩兵炮）
  - 高射炮連隊（7cm野戰高射炮、13mm高射機炮）
  - 戰車連隊（九五式輕型坦克）
  - 運輸連隊（卡車、大發運輸艇、三輪摩托車）

- 第755航空隊基地員 30名
- 第111海軍工兵營 1247名（主要是軍屬，朝鮮勞動者）
- 第四艦隊建築工兵營 970名

共約4800名

## 戰事經過

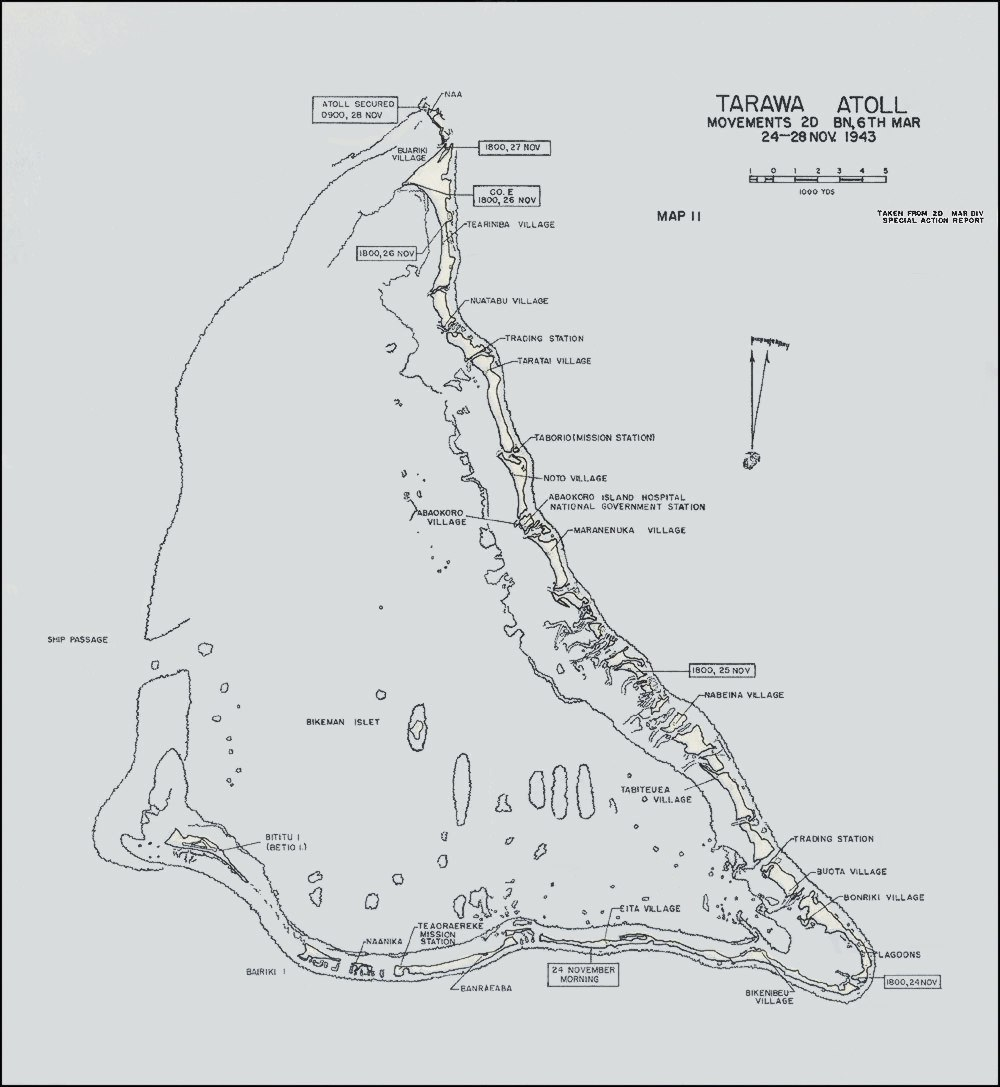
塔拉瓦環礁地圖

### 登陸前
1943年11月10日，由斯普魯恩斯中將指揮的35,000名美軍，包括17艘航空母艦（6艘航空母艦、5艘輕型航空母艦、6艘護衛航空母艦）、12艘戰艦、8艘重型巡洋艦及4艘輕型巡洋艦、66艘驅逐艦以及36艘運輸艦，從珍珠港出發前往塔拉瓦，在發動攻擊前數日，美軍已開始對塔拉瓦進行地面轟炸。

### 11月20日

#### 海上炮擊
20日凌晨時分，美軍艦隊到達定位並停泊於環礁附近，島上日軍的各式火砲隨即向美軍船隻展開攻擊，美軍馬里蘭號戰艦與科羅拉多號戰艦則向陸上敵軍砲兵陣地進行反砲兵射擊，數顆16英吋的炮彈命中日軍目標，其中一枚炮彈甚至命中日軍彈藥庫，引發劇烈爆炸，產生一顆巨大的火球，雖然反砲兵射擊的目的是將潟湖西邊打開缺口，以利搶灘任務，但對於大部分建物都在覆蓋在掩體下的日本守軍來說，損害著實有限。
除了海上炮擊之外，美軍於清晨06:10開始對島嶼進行空襲，在此同時，美軍派出兩艘掃雷艦，在兩艘驅逐艦火力掩護下，駛進潟湖試圖清除淺灘區的地雷與水雷，隨後登陸艇於拂曉時分在掃雷艦燈光引導下駛進潟湖離岸約500碼（460）處，等待炮擊停止。

#### 搶灘行動

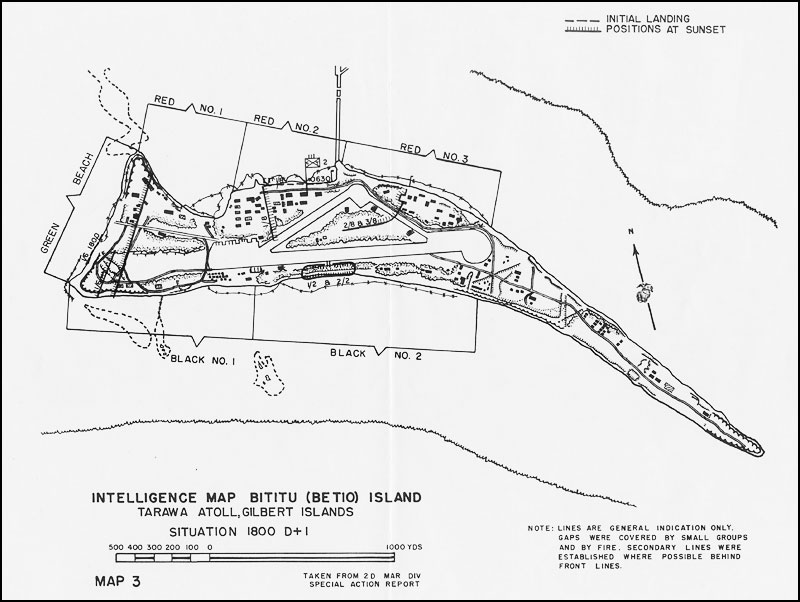
貝蒂奧島地圖

美軍的搶灘計畫為陸戰隊員從貝蒂奧島北部海面進行搶灘行動，在計畫中美軍將貝蒂奧島北部海岸分為三部分（紅1、紅2及紅3海灘），紅1海灘位於北海岸西側，紅2海灘為碼頭正中間以西的部分，紅3海灘則是碼頭以東。另外綠海灘的範圍是囊括整個島嶼的西部海岸線，用於緊急應變時使用（任務代號為D+1 landings），島嶼南部海岸的黑1黑2海灘則因為部隊一上岸就馬上面臨無任何遮蔽且開闊的飛機跑道，所以不打算在此處進行搶灘行動。
陸戰隊員搶灘行動在外海軍艦的海軍艦艇炮擊下於早上9點展開，比原先預估時間晚30分鐘。紐西蘭陸軍聯絡官Frank Holland少校熟悉當地潮汐，在計畫階段警告說，當天與隔天潮汐都是小潮，水深不到3英尺，但攻擊日期並沒有延遲到更有利的大潮。此時陸戰隊戰情人員發現海平面僅高於海底礁岩不到3英尺（0.91米），比原先預估的大潮至少有5英尺（1.5）水深相去甚遠，因此這些海底礁岩成為美軍在登陸行動中的一大障礙，雖然陸戰隊裝備的LVT兩棲登陸車仍可以強行穿越這些岩石，但另一種登陸艇（LCVP登陸艇）因為吃水較深就沒這麼幸運了，他們被困在這些岩石中動彈不得。而且一旦海軍支援炮擊暫停，日軍便立即從掩體迅速移動到各個機槍、火砲陣地。這些位在潟湖淺灘進退兩難的登陸艇馬上就成為日軍火炮和迫擊炮攻擊目標，而其他少數順利上岸的登陸艇上陸戰隊員則在日軍機槍掃射下跳出船緣，抵達岸上。在第一波槍灘行動中，只有少數陸戰隊員搶灘成功，但他們仍被在海灘上高大的大型木樁圍牆所阻擋。
另一方面，大部份兩棲登陸車也在穿越礁岩時遭岸上炮火封鎖，也僅有少數車輛能駛抵岸上。在第一天的搶灘行動中，約有一半的兩棲登陸車報廢無法繼續使用。

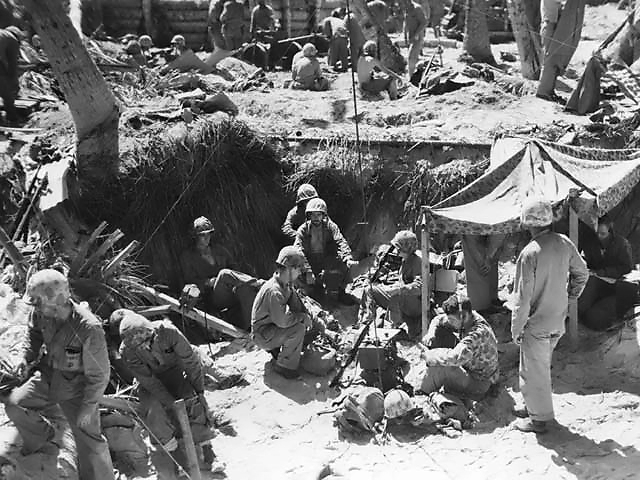
舒普上校在紅2海灘的指揮所

大衛·舒普上校在登陸部隊的軍階最高，他在上岸後負責指揮所有在岸上的陸戰隊部隊。雖然他在碼頭上岸時遭到附近爆炸的炮彈碎片波及而受傷，但他還是能夠掌握戰況，首先清除碼頭周遭的日軍狙擊手，並重整第一波上岸的海軍陸戰隊。他在上岸後的接下來兩天中，在日軍一連串的的炮火下，持續不間斷的攻擊日軍堅守的陣地，並在敵方猛烈砲火下克服各種艱難的防禦障礙物，將戰線向前推進。雖然在過程中數次遭到敵方輕兵器和火砲攻擊，但他還是堅定的指揮並激勵他的部隊，戰後由於他在貝蒂奧島上之英勇行為，被授予榮譽勳章與英國傑出服務勳章。

#### 坦克
當天稍早有幾艘載有坦克的登陸艇試圖突破防波堤接近陸地時，被日軍砲火擊中而沉沒。雖然最後有2輛斯圖亞特坦克在東面海灘上登陸，但很快遭到日軍摧毀，對戰情毫無幫助。但另外3輛從島嶼西海岸登陸的雪曼坦克則將防線從海岸線向內陸推進至少300碼（270），但其中1輛被坦克陷阱困住，另1輛被地雷炸毀。剩下的唯一一輛則因為主砲管遭到破壞，只能當移動機槍碉堡使用。中午左右又有4輛坦克在從紅3海灘上岸加入作戰，但到當日結束時也只剩1輛可以作戰。
當日午後美軍部隊搶灘成功，並且突破日軍的第一道防線。到下午三點半時部分戰線已推進至內陸地區，但大部分的戰線仍處於第1道防線。由於坦克加入戰線一路擴張至紅3、紅2邊緣，另一方面，日軍在潟湖淺水區鋪設的通訊線路也在美軍艦隊連番轟炸下早已摧毀殆盡，使得指揮官柴崎惠次無法有效的指揮各部隊，下午柴崎放棄原先在機場西側的指揮所，將其建物留給傷兵使用，並準備搭乘輕型坦克移動到島嶼南部時，一枚美軍發射的炮彈不偏不倚地命中指揮所，爆炸造成柴崎本人與其他人員當場死亡，他的陣亡使島上日軍的指揮中樞完全瓦解，無法迅速向已取得立足點的美軍施以強力反擊。
傍晚過後美軍大部分戰線已推進到島嶼中部，距離機場跑道已經不遠，入夜以後，日軍也僅剩下零星騷擾射擊，當晚大部分上岸的美軍就在潟湖殘存的登陸艇上度過沒水沒食物的一夜。首日總計有多達5,000名美軍成功上岸，但也有1,500名士兵陣亡或負傷。
日軍方面，雖然第一防線完全崩潰，並無力於當晚反攻，但掩體內剩餘的部隊仍趁著夜色重新集結，一部分的陸戰隊隊員甚至摸黑游到離岸不遠的擱淺運輸船（齊田丸）上架設機槍，準備在隔天早上反攻。

### 11月21日

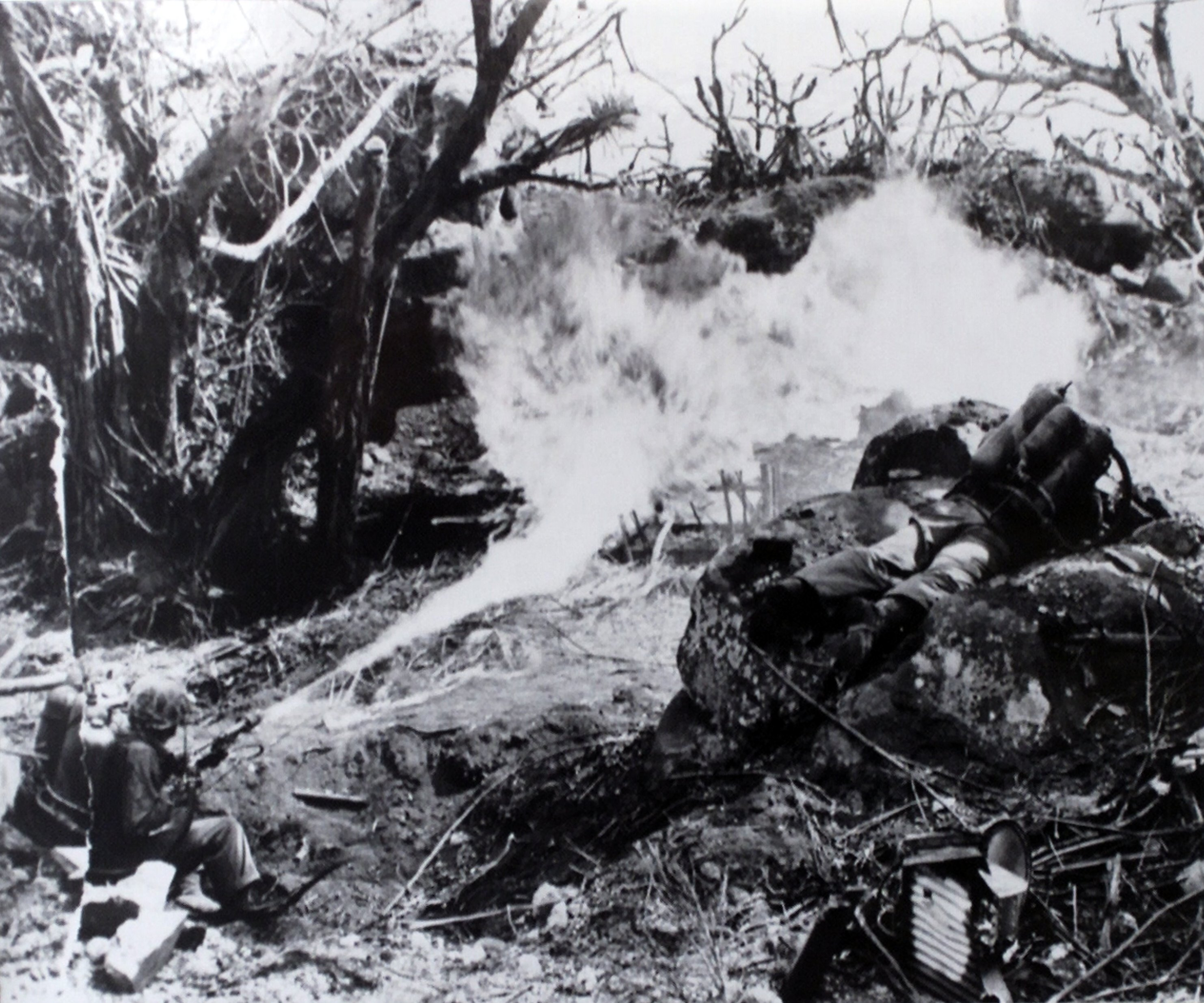
兩名陸戰隊員正以火焰噴射器攻擊日軍一處據點

由於目前美軍部隊只佔據島嶼的一小部分，所以本日美軍的行動著重用紅2、紅3的部隊將機場周遭戰線擴張，延伸到南部海岸線，將島上的日軍分割成兩半，紅1部隊則是負責取得對綠海灘的控制，以利後續增援部隊到達。
但綠海灘行動一開始就遭遇日軍頑強抵抗，紅1指揮官因此決定避免直接進攻，在白天放緩推進速度，使彈道觀測員能先行找出日軍機槍陣地及其他防禦工事。再呼叫海軍支援炮擊，減少彈藥與人員損失，使部隊能在短時間內攻佔這些據點。
紅2和紅3海灘的攻勢則遭遇困難。由於日軍在昨晚在兩個海灘附近建立新的機槍陣地，一時間切斷兩股美軍之間連繫。直到中午，美軍運來強大重型機槍的火力，才迫使日軍放棄他們的陣地。當天下午，美軍部隊已可越過機場跑道，佔領南側被日軍遺棄的防禦工事。
另外，在12時30分左右傳出有部分日軍渡過沙洲到最東端的拜里基島。一部分第6陸戰團部隊人員受指示前往拜里基並封鎖日軍撤退的道路。在集結坦克和火炮後，於下午4時55分上岸行動。然而一開始便遭到日軍機槍壓制，後來呼叫優勢空中火力摧毀岸上的機槍陣地及碉堡。部隊上岸後沒有再遭到進一步的攻擊，只發現一座擁有12挺機槍的碉堡，碉堡內有一個小型的汽油槽，該汽油槽被炸彈擊中引爆，導致堡內所有守軍被燒死。同時，另一部分的第6陸戰團人員前往綠海灘與紅1海灘交界。
當日傍晚，整個島嶼西半部已在美軍控制之下，且與紅2、紅3海灘和機場停機坪附近連成一線。其餘單獨的小隊則到機場及機場以南建立防線，此時美軍已在島上掌握全面優勢。

### 11月22日
第三天的戰鬥主要包括鞏固現有防線以及將坦克和其他重型裝備移動到陸地。上午第6陸戰團數個營進行大規模登陸，到了下午第6陸戰團第1營已經有足夠時間和裝備組織攻勢。在12:30左右，美軍攻勢很快的將日軍追擊至整個島嶼的南部海岸。到了傍晚，第6陸戰團第1營到達了機場東邊，與2天前在紅3海灘登陸的部隊會師。晚上，日軍殘部所掌握的區域只剩簡易機場東部的狹窄區域，以及在紅1或紅2海灘附近的幾個陣地；為了扭轉頹勢，日軍於晚上7時30分及晚上11時，分別組織兩次反擊，但都因美軍的優勢火力而失敗。

### 11月23日

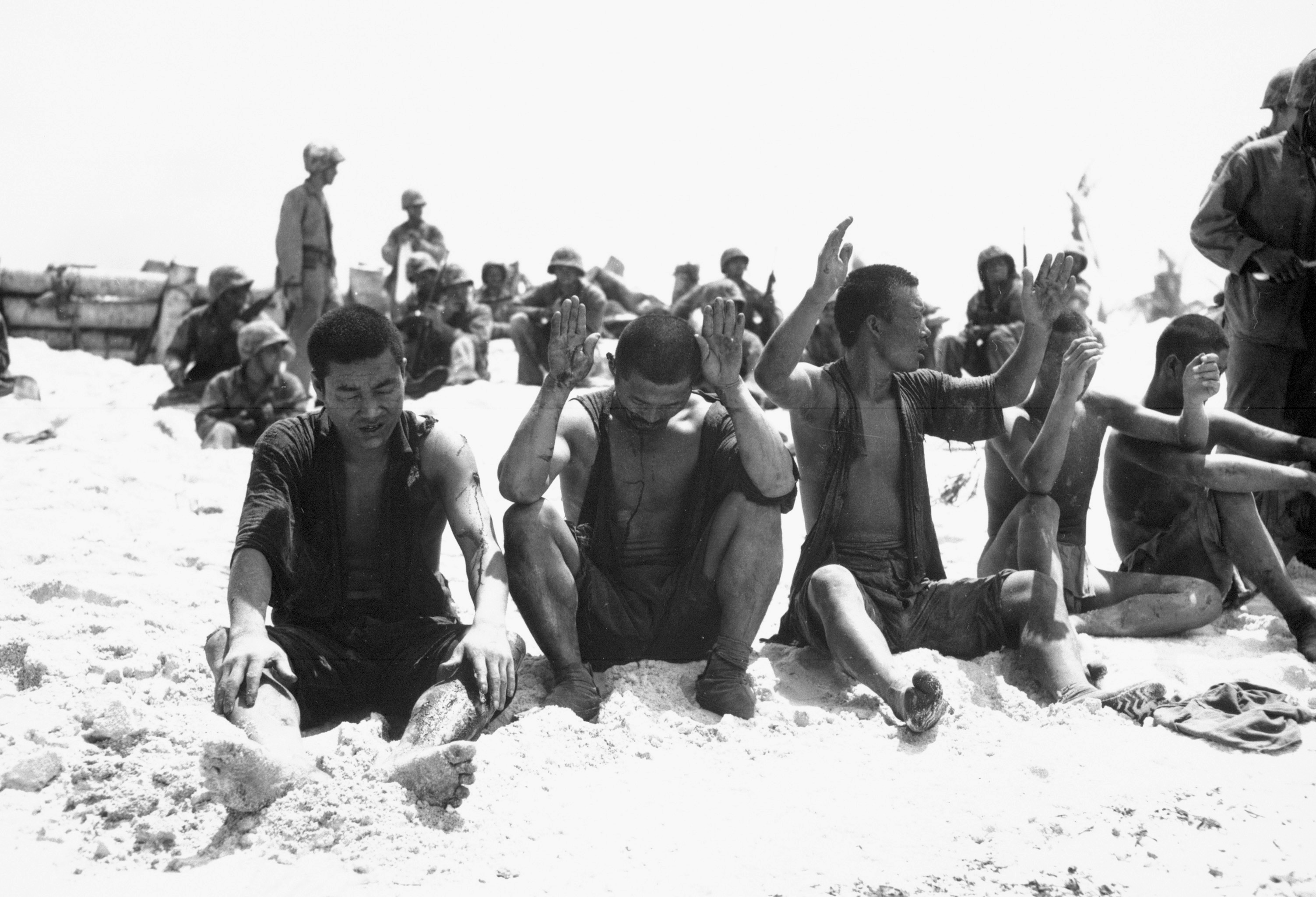
日軍俘虜

清晨05:10分，美軍一艘護衛航母利斯康灣號航空母艦被日本伊號第百七十五潛艦擊沉，造成687名美軍船員死亡，雖然利斯康灣的沉沒對於已經在貝蒂奧島上的陸戰隊來說沒有戰情上的影響，但她的傷亡人數卻佔了整個塔拉瓦戰役的30%以上。
凌晨4點日軍襲擊瓊斯少校所在的第6陸戰團第1營，當中A連和B連的防線遭到約300名日軍的萬歲衝鋒，指揮官呼叫支援後，鄰近驅逐艦施羅德號與西格斯比號與第10陸戰團第1營之75mm 榴彈炮同時進行炮擊支援，戰鬥在一個小時後結束，300名萬歲衝鋒的日軍有200人死於美軍防線前。
07:00左右，美軍便對貝蒂奧島東部剩餘日軍陣地進行連續一個小時空襲與炮擊，先行以俯衝轟炸機、海軍戰機空襲30分鐘後更換為第10陸戰團第1營實施榴彈炮擊，15分鐘後再換為船艦炮擊，08:00在麥克勞德中校指揮下第6陸戰團第3營之I、L、K連與數輛雪曼坦克與輕型坦克從昨晚第6陸戰團第1營推進的防線起展開最後的地面進攻，追擊剩餘日軍殘部，由於島東部地形是往東越窄，因此部隊可以迅速將戰線推進到貝蒂奧島的最東端，此時防衛環礁的日軍已幾近全軍覆沒。
至下午13:30，美軍已完全控制整個島嶼。

## 戰後
第6陸戰團第2營在接下來的幾天從拜里基島開始，對環礁的其它島嶼進行掃蕩，並在同年11月28日完成這項工作。一部分第2陸戰團人員戰後不久開始撤離，並在1944年初全數撤離。

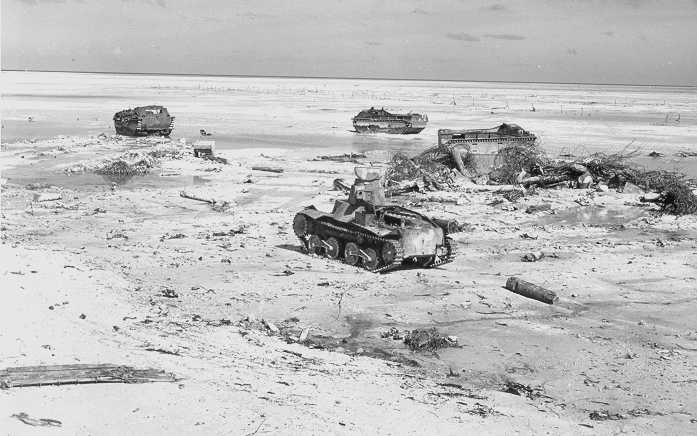
戰後擱置於海灘上的軍用車輛，圖中為日軍95式輕型坦克，遠方為美軍LVT履帶車

戰役結束後日本方面僅剩1名日軍軍官、16名士兵和129名朝鮮人存活。日軍與韓國勞動者總計約有4690人死亡。美國海軍陸戰隊則有1009人死亡，另有2,296人受傷，若再加上沉沒的利斯康灣號687名船員，美軍共有1696人喪生。雖然美軍兵力比守軍多出7倍以上，但日軍還是對美軍造成重大損失。

在這次戰役中重大的人員傷亡在美國本土引起廣大批評，人們無法理解在一個看似無關緊要而且孤立無援的小島上為何需要付出巨大損失。在戰爭結束後，海軍陸戰隊上將霍蘭·史密斯寫道： 

“在塔拉瓦付出的代價值得嗎？”我的回答是：「不值得的；從一開始參謀長聯席會議上決定進攻塔拉瓦就是一個錯誤，從一開始的小小失誤戲劇性的演變成可怕的大錯，這些不必要的傷亡是疏忽而非過失所造成。」
然而其他參與本次作戰的一些將領，如尼米茲上將、斯普魯恩斯中將、朱利安·史密斯少將與舒普上校都不太同意霍蘭·史密斯的評論。
尼米茲曾說：「拿下塔拉瓦，就如同我們將日本放置於中太平洋的門給一腳踹開。」
在塔拉瓦戰役十周後，在尼米茲上將指揮的馬紹爾群島戰役中，貝蒂奧島上的機場給予的支援十分的舉足輕重，同時，也因為在塔拉瓦行動上所獲得的寶貴經驗，給了馬紹爾群島戰役相當巨大的幫助。
美軍蒙受的損失是由以下幾個因素造成的：對潮汐與珊瑚礁障礙高度的計算錯誤，現有登陸艇的操作缺陷，海軍砲擊無法削弱敵方堅固工事的防禦能力，以及不同參戰部隊之間協調和溝通的困難。
這是太平洋戰爭中美國兩棲登陸第一次遭到敵方堅固工事。美軍之前的登陸，例如瓜達爾卡納爾島的登陸，是出乎敵方意料的，最初很少遇到抵抗。塔拉瓦是當時盟軍在太平洋攻勢中所遇到防守最為嚴密的環礁。但也因這次經驗與教訓，給了往後美軍在發動兩棲作戰上很大的幫助，並促成未來海豹部隊的成立。

## 圖片集錦

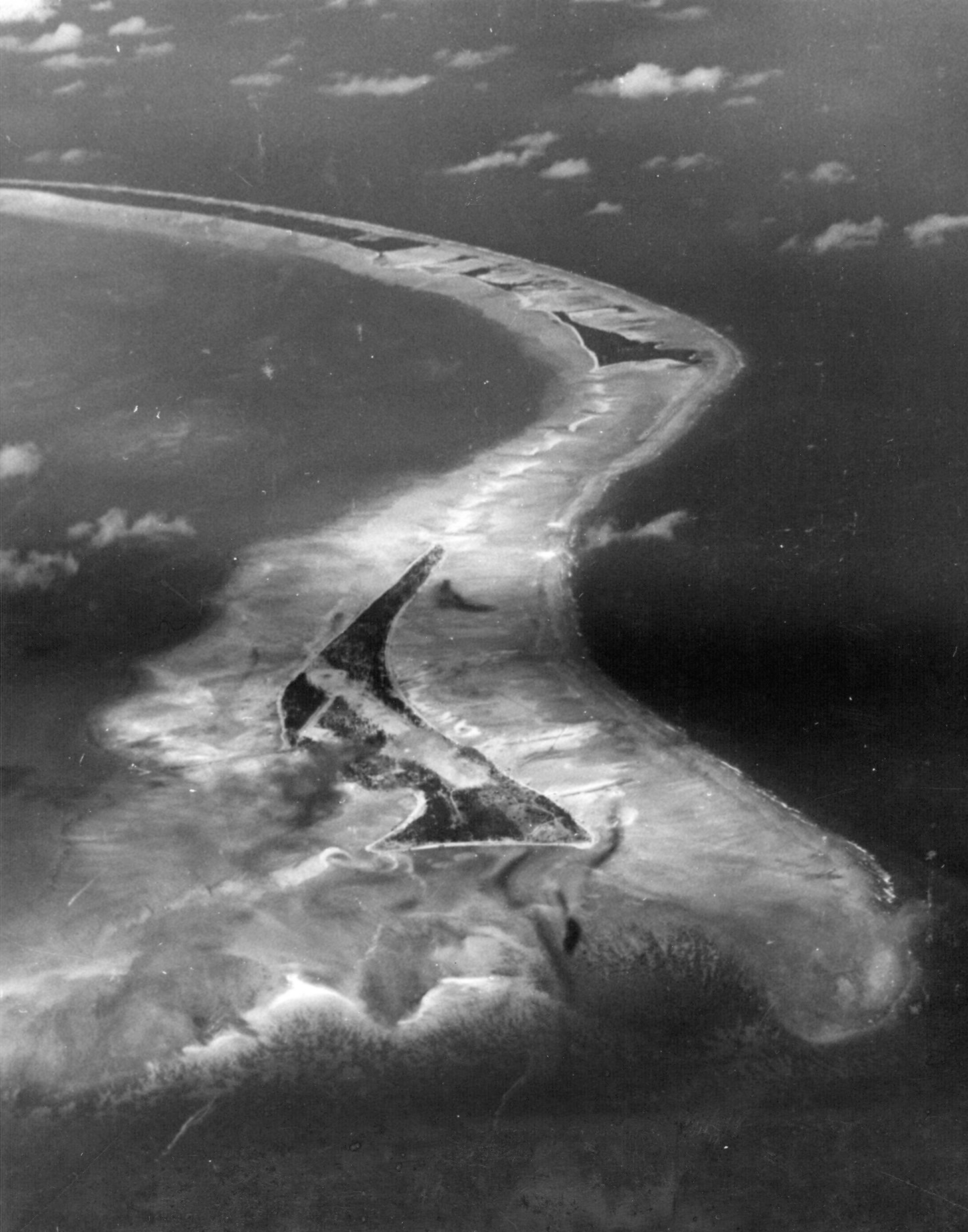
1943年9月18，美軍拍攝的貝蒂奧島鳥瞰圖
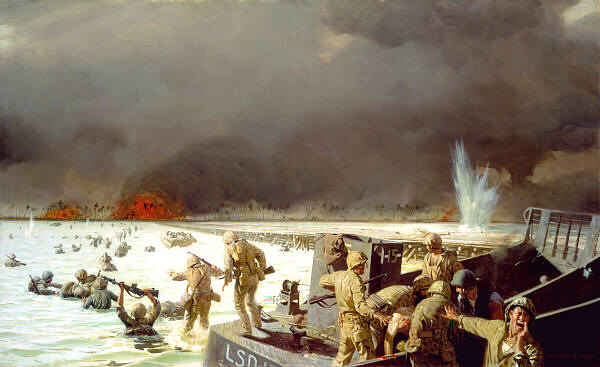
《塔拉瓦，南太平洋，1943》由海軍陸戰隊 湯姆·洛弗爾中士所繪
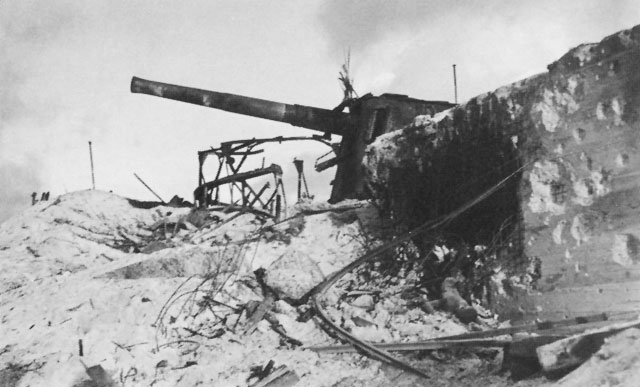
貝蒂奧島上因海軍炮擊而摧毀的日軍八吋火砲
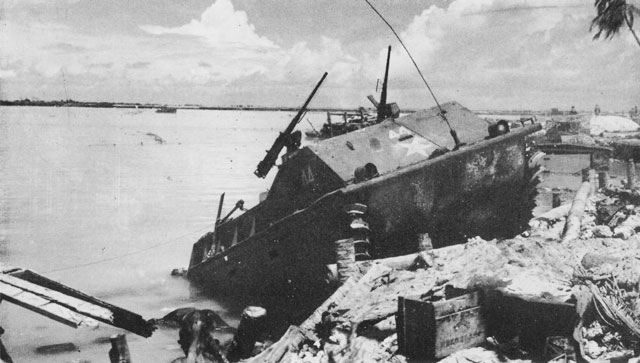
一輛停在紅1海灘上的履帶車
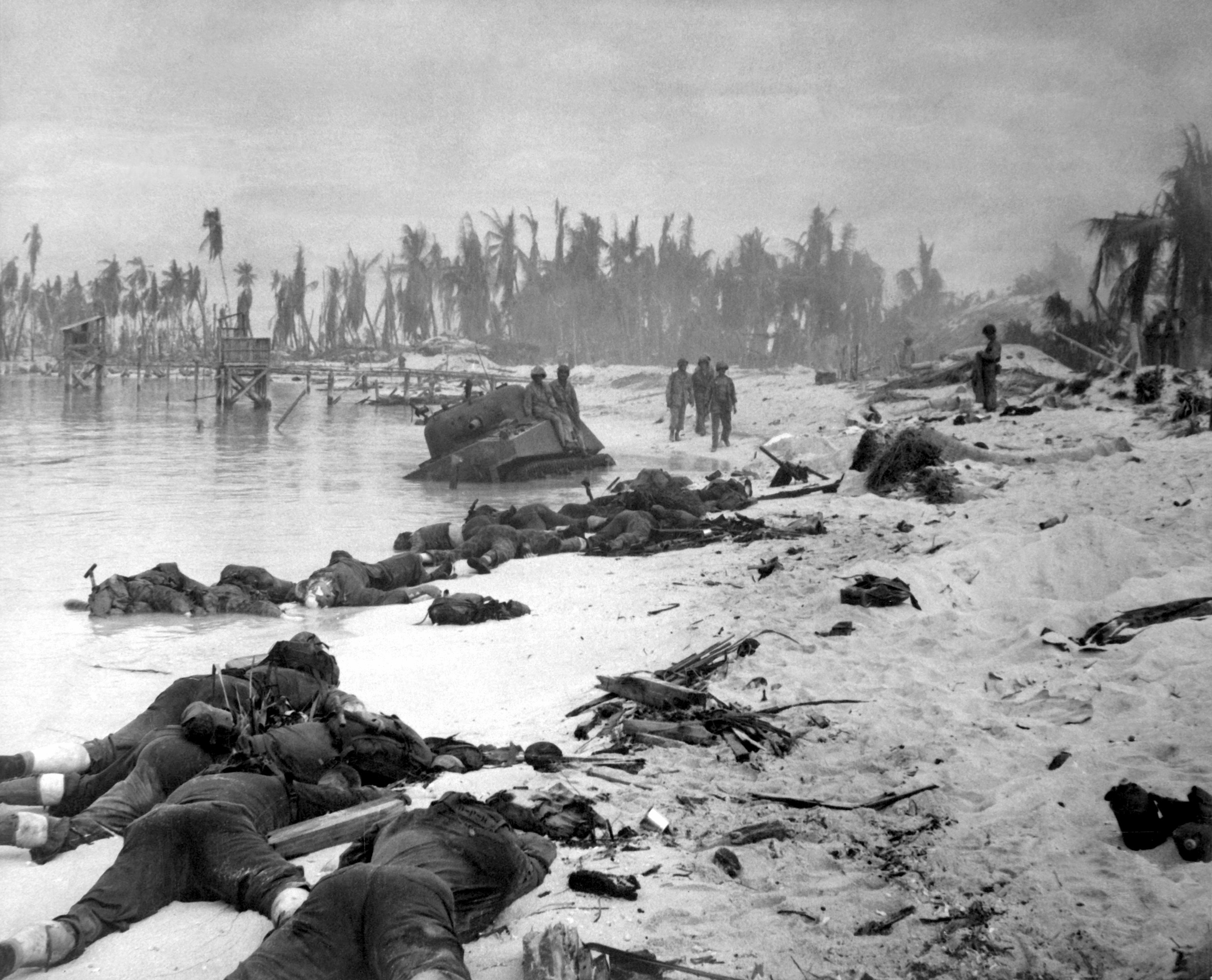
美軍入侵貝蒂奧島之後的海灘，1943
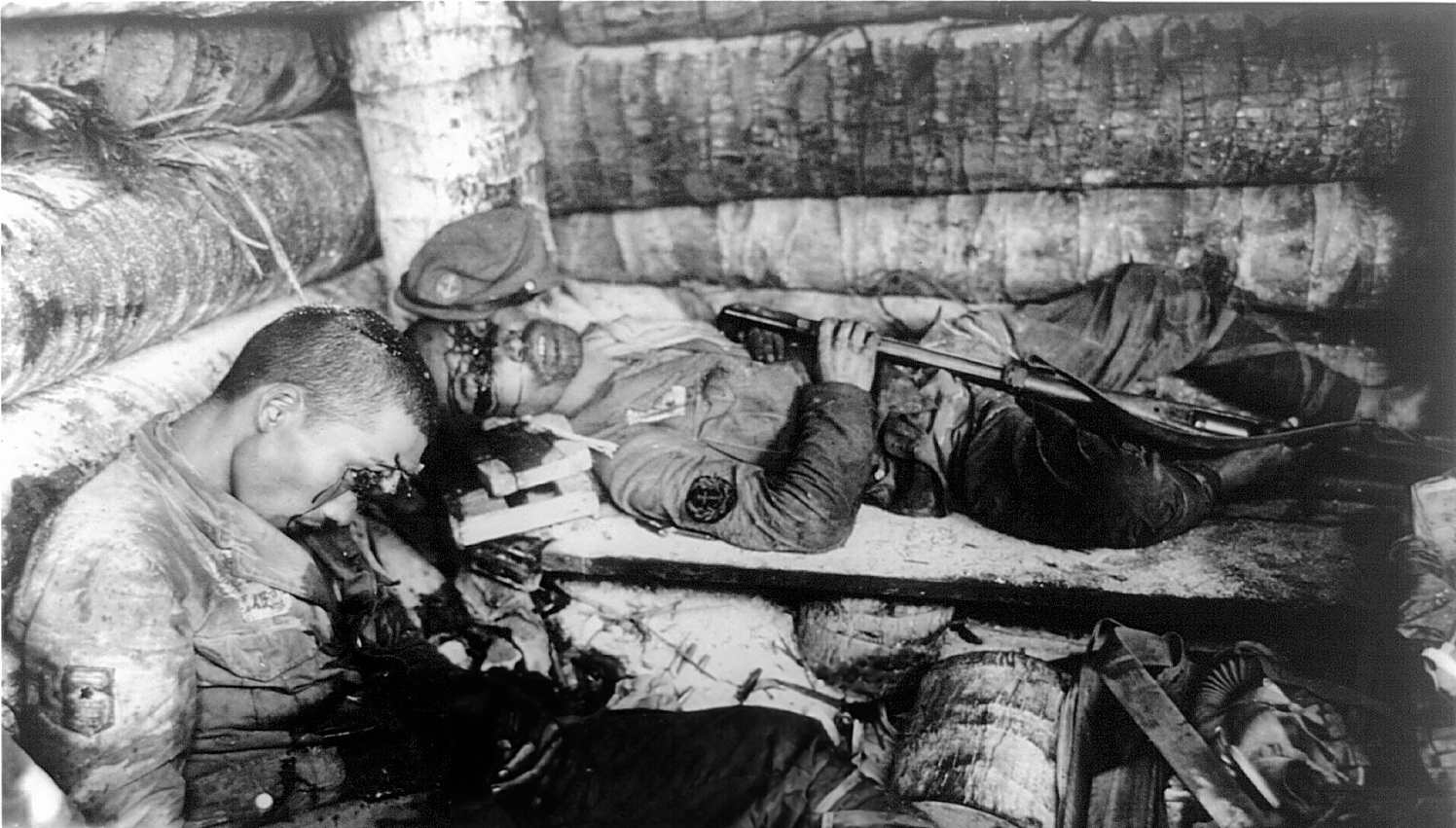
兩名日軍因不願向美軍投降，而選擇自殺
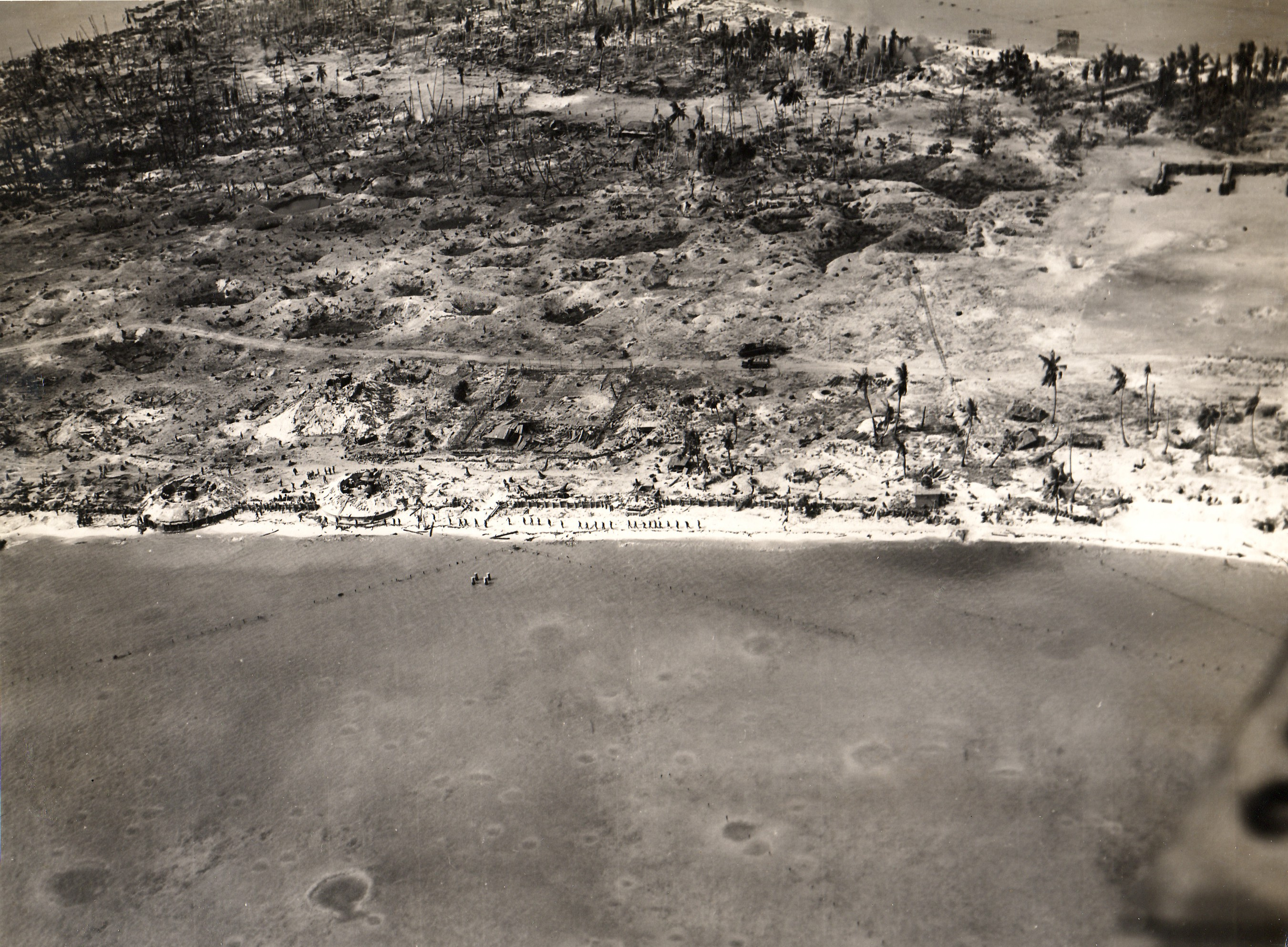
在150工始處所拍攝的貝蒂奧島鳥瞰圖，圖上方為北方，圖的左下角可見兩座12.5厘米的防空炮
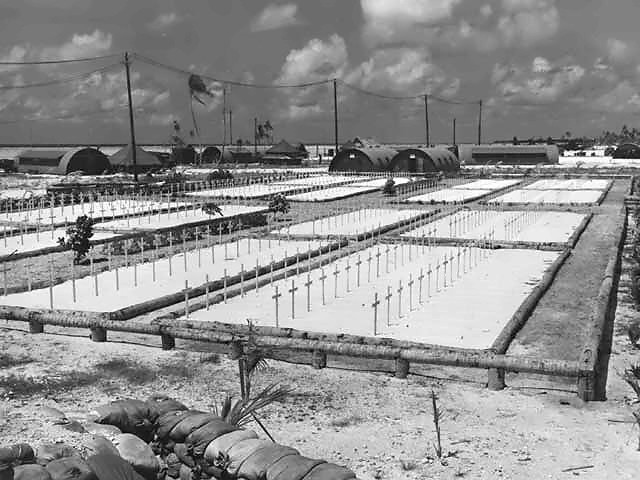
塔拉瓦有37處墓園，這是其中最大的一處
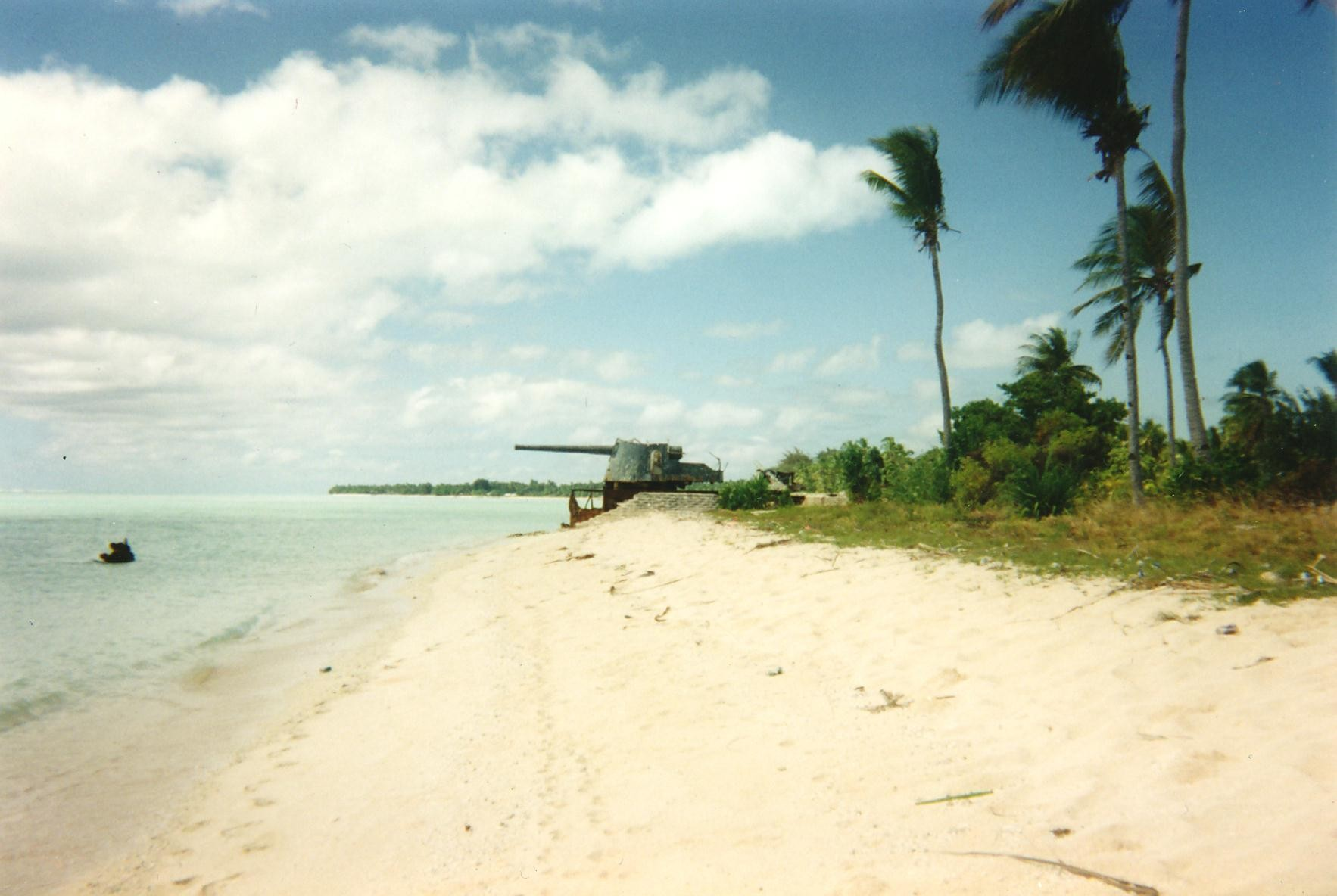
日軍的八吋火炮
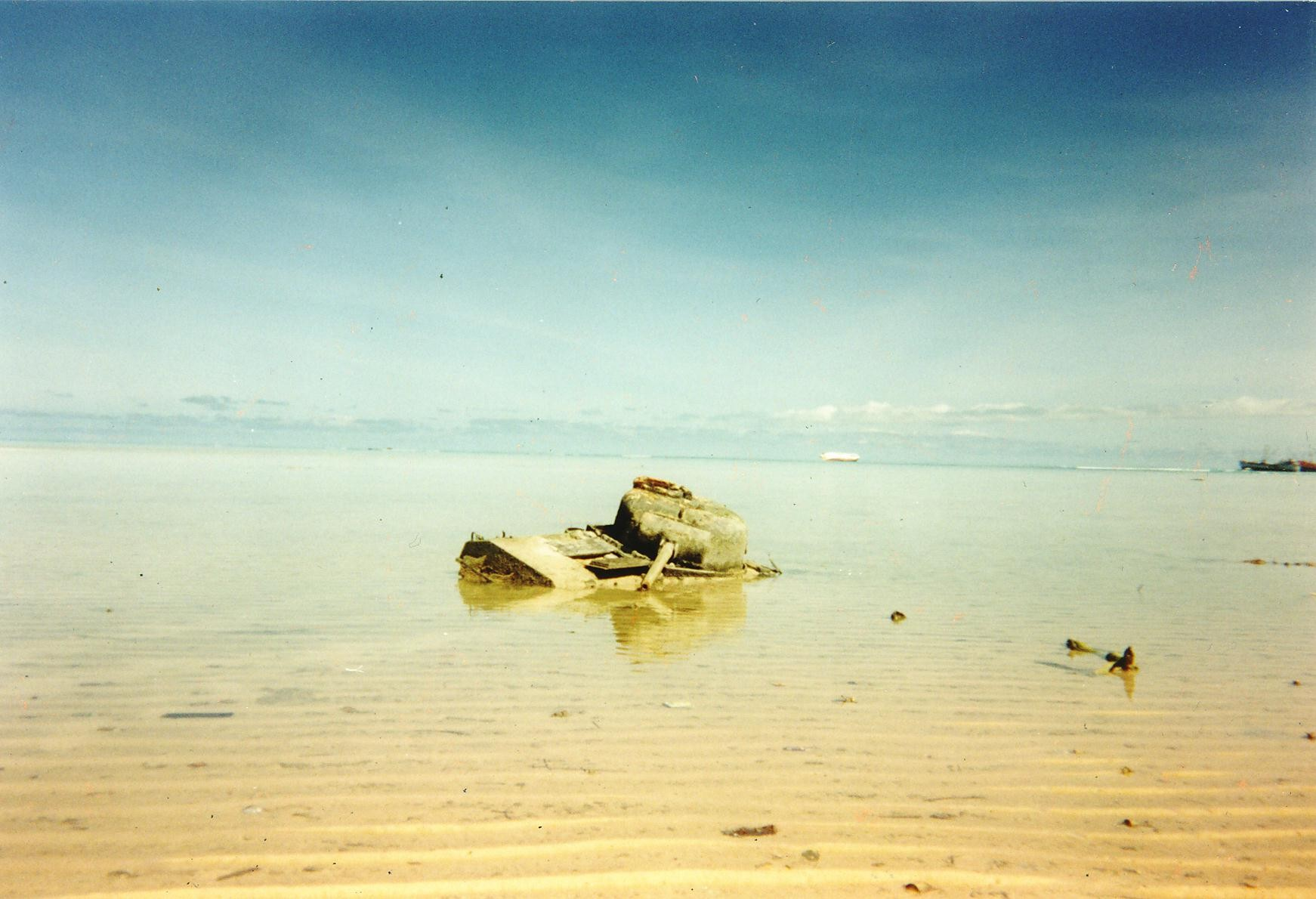
一輛浸在潟湖的M4雪曼坦克
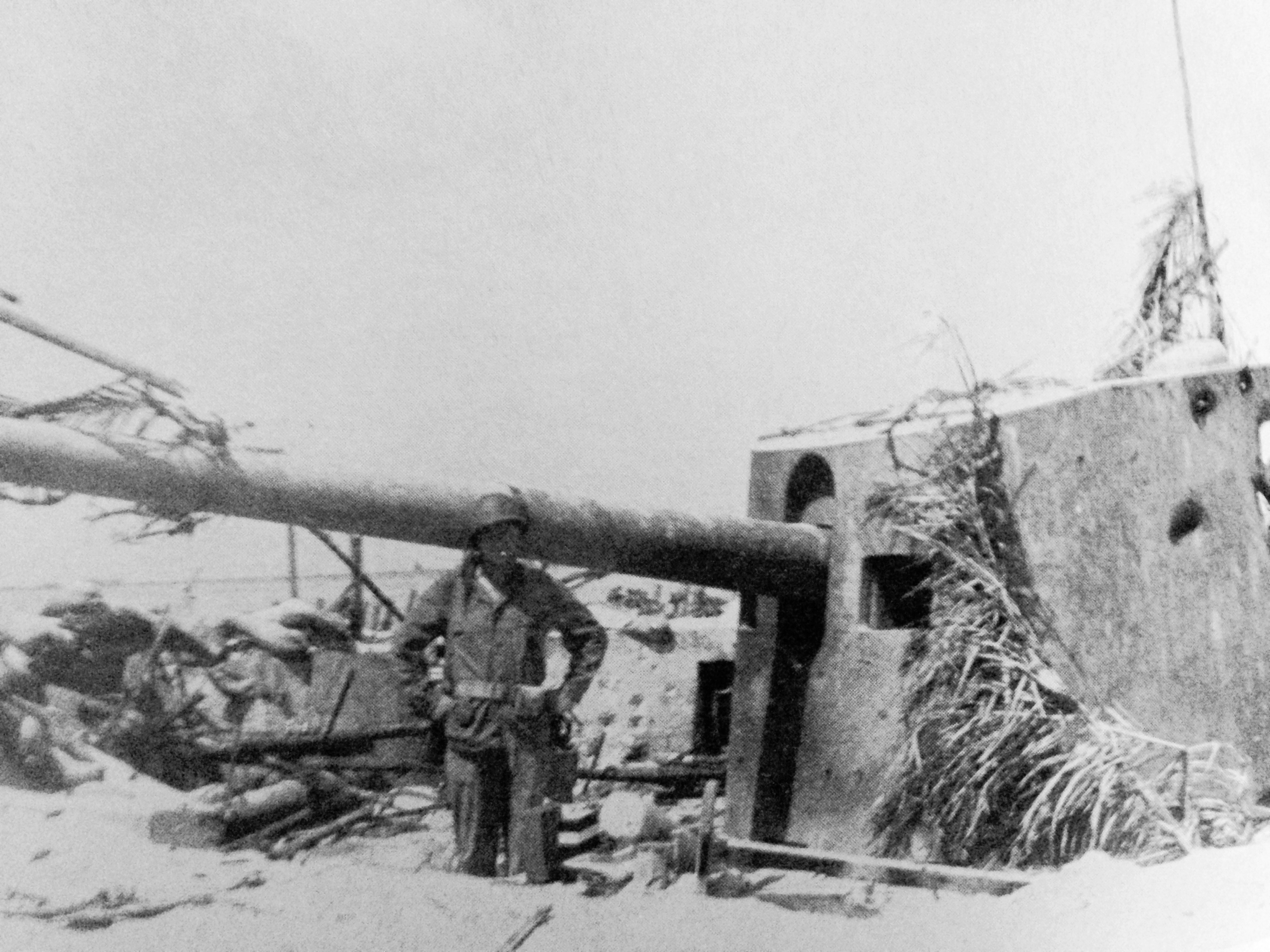
日軍的14厘米火砲
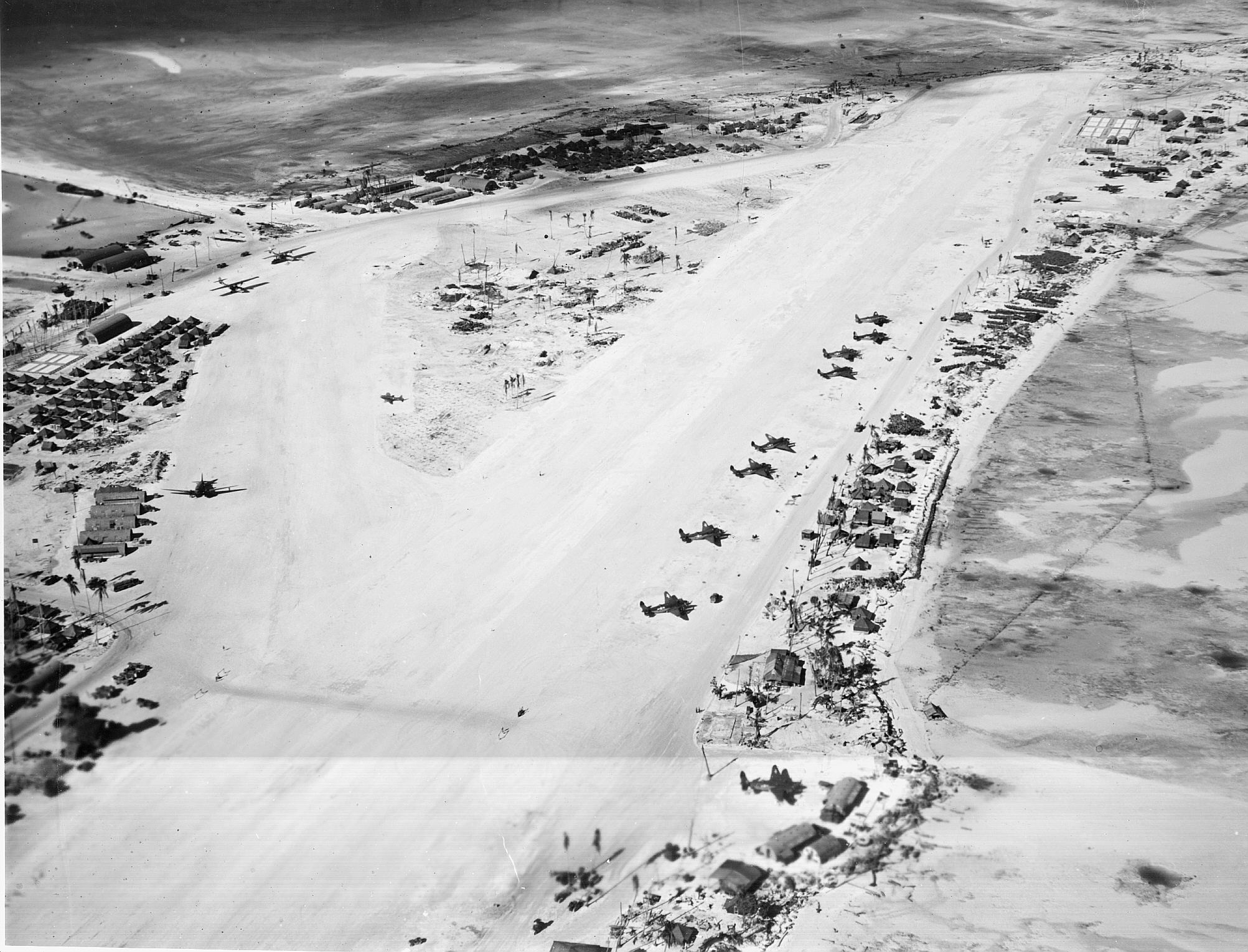
貝蒂奧島上的機場鳥瞰圖，1944

### 書籍文獻
- Smith, General Holland M., USMC (Ret.). . Washington, D.C.: United States Marine Corps. 1949  [2008-09-21]. OCLC 5170569.[永久]
- Wright, Derrick. . Oxford: Osprey History. 2001. ISBN 1841762725. OCLC 46510836.

### 延伸參考文獻
- Alexander, Joseph H. . Naval Institute Press. 1995.
- Graham, Michael B. . Presidio Press. 1998. ISBN 0891416528.
- Gregg, Howard F. . Sein and Day. 1984. ISBN 0-8128-2906-9.
- Hammel, Eric; John E. Lane. . Zenith Press. 1998. ISBN 0-76032-402-6.
- Johnston, Richard. . Canada: Random House. 1948.
- Russ, Martin. . Doubleday. 1975. ASIN B0015T5R3U. ISBN 978-0-385-09669-0.
- Wukovitz, John. . NAL Trade. 2007. ISBN 0451221389.

## 外部連結
- Tarawa on The Web （页面存档备份，存于）
- Animated History of The Battle of Tarawa
- "Defense of Betio Island （页面存档备份，存于）," Intelligence Bulletin, U.S. War Department, March 1944.
- - The Assault of the Second Marine Division on Betio Island, Tarawa Atoll, 20-23 November, 1943 （页面存档备份，存于）
- Timeline of the Battle
- Eyewitnesstohistory.com - The Bloody Battle of Tarawa （页面存档备份，存于）
- Marines in World War II Historical Monograph: The Battle for Tarawa （页面存档备份，存于）
- U. S. Army at Tarawa[永久]
- Heinl, Robert D., and John A. Crown. . USMC Historical Monograph. Historical Division, Division of Public Information, Headquarters U.S. Marine Corps. 1954  [2006-12-04]. （原始内容存档于2006-11-16）.
- United States Strategic Bombing Survey (Pacific), Naval Analysis Division. . The Campaigns of the Pacific War. United States Government Printing Office. 1946  [2007-06-11]. （原始内容存档于2007-06-07）.
- "Tarawa" cat survivor adopted by US Coast Guard （页面存档备份，存于）